# Лойн
Лойн (нім. Leun) — місто в Німеччині, знаходиться в землі Гессен. Підпорядковується адміністративному округу Гіссен. Входить до складу району Лан-Дилль.
Площа — 28,66 км2. Населення становить 5716 ос. (станом на 31 грудня 2020).